# Jacquez Green
D’Tanyian Jacquez Green (* 15. Januar 1976 in Fort Valley, Georgia) ist ein ehemaliger US-amerikanischer American-Football-Spieler auf der Position des Wide Receivers und Punt-Returners. Er spielte fünf Jahre für die Tampa Bay Buccaneers, die Washington Redskins und die Detroit Lions in der National Football League (NFL).
Jacquez Green wurde 1998 von den Tampa Bay Buccaneers in der zweiten Runde des NFL Draft ausgewählt. College Football spielte er für die University of Florida bei den Florida Gators. Außer bei den Buccaneers spielte Green noch bei den Washington Redskins (2002) und den Detroit Lions (2002) in der NFL. 2002 beendete Green seine NFL-Karriere.